# Дејзи (Keeping Up Appearances)
Дејзи је измишљени лик из британске серије комедије ситуације Keeping Up Appearances (значење: Одржавање угледа), кога глуми глумица Џуди Корнвел. Дејзи је сестра Хајасинт Бакет која је нижег друштвеног статуса, живи са лењим и аљкавим мужем Онзлоуом, блудном сестром Роуз и својим сенилним оцем.
Дејзи живи пуним плућима и увек је весела, иако је покупила мужевљеве лоше навике да спава до поднева и гледа телевизију цели дан. Упорно покушава да наведе свог мужа на сексуални однос док понекад жели романтични тренутак, али јој је труд увек безуспешан јер Онзлоу више воли да пије пиво и гледа „трке на ТВ-у“. Вероватно зато Дејзи чита много белетристике. Онзлоу и Дејзи имају једну ћерку Стефани, која има ћерку по имену Кајли (чијег оца не зна ни Стефани, јер живи са два хипика), а она се само појављује у последњој епизоди прве сезоне.
Дејзин безбрижан и аљкав начин живота је увек на удару замерки њене старије сестре Хајасинт, међутим, Хајасинт је управо особа којој Дејзи долази када је забринута у вези са Онзлоуом, Роуз или њиховим оцем који им често изазива непријатне проблеме које стално Хајасинт мора да решава. „Татица“ често побегне, па је онда на Дејзи да га нађе, при чему јој невољно помаже Онзлоу.
У четвртој сезони је на кратко поменуто да Дејзи навија за ФК Ливерпул и да ју је ујак једном водио на утакмицу. Ово је изазвало огроман проблем, јер је Онзлоу највероватније навија за ФК Евертон или  ФК Транмир Роуверс.